# کشورهای دارای تنوع زیستی کلان

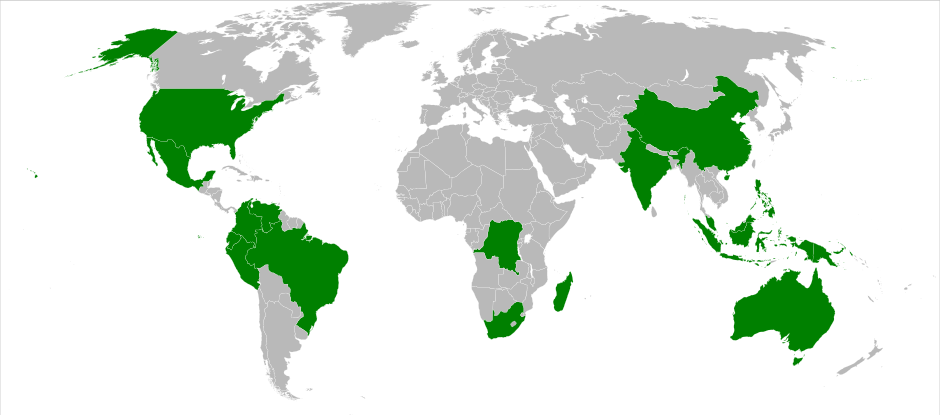
۱۷ کشور دارای تنوع زیستی کلان که از سوی سازمان حفاظت از منابع طبیعی بین‌المللی انتخاب شده‌اند.

کشورهای دارای تنوع زیستی کلان (به انگلیسی: megadiverse countries)، گروهی از کشورها هستند که بیشتر گونه‌های موجود در کره زمین در آن‌ها قرار دارد و دارای تنوع زیستی بسیار بالایی هستند. سازمان اتحادیه بین‌المللی حفاظت از طبیعت در سال ۱۹۹۸، ۱۷ کشور جهان را دارای تنوع زیستی بالا اعلام کرد که به‌طور کامل یا بخشی از آن‌ها در مناطق گرمسیری و مناطق نیمه‌گرمسیری قرار دارد.
در سال ۲۰۰۲، مکزیک سازمانی جدا تأسیس کرد که بر کشورهای دارای تنوع زیستی فراوان مشابه تمرکز کند. این سازمان تمام کشورهای دارای تنوع زیستی فراوان مشخص شده از سوی سازمان حفاظت از منابع طبیعی بین‌المللی را در برنمی‌گیرد.
۱۷ کشور دارای تنوع زیستی فراوان مشخص‌شده از سوی اتحادیه جهانی حفاظت از طبیعت چنین‌اند:
- استرالیا
- برزیل
- چین
- کلمبیا
- جمهوری دموکراتیک کنگو
- اکوادور
- هند
- اندونزی
- ماداگاسکار
- مالزی
- مکزیک
- پاپوآ گینه نو
- پرو
- فیلیپین
- آفریقای جنوبی
- ایالات متحده آمریکا
- ونزوئلا

## اجلاس کانکون و اعلام لیستی مشابه

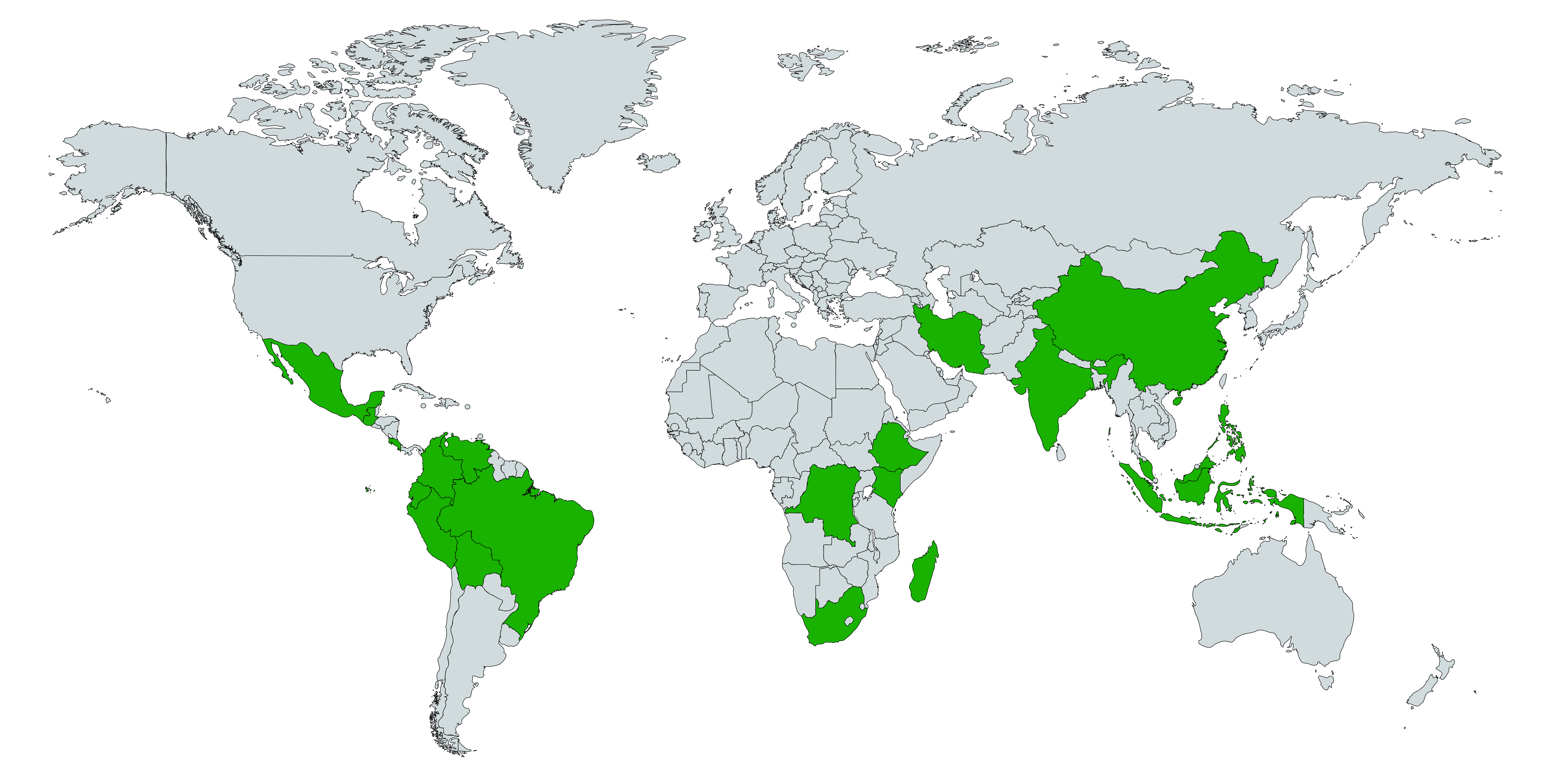
کشورهای مشابه دارای تنوع‌زیستی بالا

در ۱۸ فوریه ۲۰۰۲، وزیران محیط زیست کشورهای برزیل، چین، کلمبیا، کاستاریکا، هند، اندونزی، کنیا، مکزیک، پرو، فیلیپین، آفریقای جنوبی و ونزوئلا در شهر کانکون در مکزیک گرد هم آمدند و گروه کشورهای مشابه دارای تنوع زیستی کلان را تشکیل دادند تا بتوانند در فعالیت‌های حفظ و گسترش تنوع زیستی کشورهایشان با هم همکاری کنند. همچنین اعلام کردند که حاضرند با کشورهایی که عضو انجمن تنوع زیستی، پروتکل کارتاهنا درباره تنوع زیستی و پیمان کیوتو نیستند هم همکاری کنند.
این کشورها در برگزاری جلسات در سطح وزرا و تخصصی توافق کردند و میزبان بعدی نیز به‌طور چرخشی از طرف ریاست گروه معین می‌شود تا ادامه فعالیت‌های گروه تضمین شود.
اعضای فعلی این گروه چنین‌اند:
| - بولیوی - برزیل - چین - کلمبیا - کاستاریکا - جمهوری دموکراتیک کنگو | - اکوادور - هند - ایران - اندونزی - کنیا - ماداگاسکار - مالزی | - مکزیک - پرو - فیلیپین - آفریقای جنوبی - ونزوئلا |